# Marek Kuś (artysta)
Marek Kuś (ur. 1962 w Rzeszowie) – polski artysta wizualny, rysownik, rzeźbiarz, autor artystycznych akcji, instalacji i obiektów, performer.

## Życiorys
Urodzony w 1962 roku w Rzeszowie. W latach 1983–1990 studiował na Wydziale Artystyczno-Pedagogicznym Instytutu Wychowania Plastycznego Uniwersytetu Śląskiego w Katowicach, filia w Cieszynie. Dyplom uzyskał w 1990 pod kierunkiem prof. Jerzego Wrońskiego. 
Marek Kuś jest współzałożycielem Galerii Kronika w Bytomiu. Od 2006 roku jest dyrektorem Galerii Sztuki Współczesnej BWA w Katowicach.

## Twórczość
W swojej twórczości wykorzystuje moduł otwartej, uproszczonej postaci ludzkiej, którym wypełnia powierzchnie swoich dzieł.
Marek Kuś brał udział w licznych wystawach indywidualnych i zbiorowych. Jest również twórcą realizującym w przestrzeni.

### Wystawy indywidualne (wybór):
- Galeria Uniwersytecka BWA, Cieszyn (1988),
- Galeria Dziekanka, Warszawa (1990),
- Galeria Miejska, Wrocław (1994),
- CSW Kronika, Bytom (1995),
- Teatr Bückleina, Kraków (1997),
- Galeria Otwarta, Kraków (1997),
- Galeria Starmach, Kraków (1997),
- Galeria Krytyków Pokaz, Warszawa (1999),
- Galeria Grafiki Biblioteki Sztuki, Zielona Góra (2006),
- Galeria Oranżeria, Centrum Rzeźby Polskiej w Orońsku (2007),
- Galeria Kameralna, Słupsk (2008–09),
- Galeria Miejska Arsenał, Poznań (2011),
- Atelier 340 Muzeum, Bruksela (2014–2015),
- Atelier 34zero Muzeum, Bruksela (2022)[2].

### Rzeźby w przestrzeni (wybór)
- MMAC Festival in Tokyo (1997),
- Centrum Aktywności Twórczej, Ustka (2009),
- Strach przed ciemnością, Katowice (2011),
- Miasto – przestrzeń dla sztuki, Katowice (2010–2013)[2].